# Krzysztof Walczak
Krzysztof Walczak (ur. 4 lutego 1963 w Świętochłowicach) – polski piłkarz, napastnik. Młodzieżowy wicemistrz Europy U-18 z 1981 roku.
Wychowanek Ruchu Chorzów. Następnie reprezentował kluby: Polonia Bytom, Śląsk Wrocław, GKS Katowice, Nea Salamina Famagusta, Szombierki Bytom i Bobrek Karb Bytom. Z GKS-em Katowice zdobył Puchar (1991) i 2 razy Superpuchar Polski (1991 i 1995). W sezonie 1985/1986 był królem strzelców ówczesnej II ligi w barwach Polonii Bytom, strzelając 20 bramek. W ekstraklasie rozegrał 182 mecze, zdobywając 54 gole.